# Petre Hristovici
Petre Hristovici (n. 22 mai 1938, București, România) este un fost bober român, care a concurat în cadrul competițiilor de bob de la sfârșitul anilor '60.

## Carieră
Împreună cu pilotul Ion Panțuru a cucerit titlul european, în 1967, la Innsbruck, în proba de bob de patru persoane, alături de Nicolae Neagoe și Gheorghe Maftei. La Campionatul European din 1968 de la St. Moritz echipa României a câștigat medalia de argint.
În același an, sportivii români au participat la Jocurile Olimpice de iarnă. La Grenoble au obținut locul patru, doar o zecime de secundă în urmă față de bobul elvețienilor.

## Distincții
- Medalia „Meritul Sportiv” clasa I (29 decembrie 1967) „pentru merite deosebite în domeniul culturii fizice și sportului”[4]
- Medalia Națională “Pentru Merit” clasa a III-a (2000)[5]